# 石田潤一郎
石田 潤一郎（いしだ じゅんいちろう、1952年10月26日 - ）は、日本の建築史学者。武庫川女子大学教授。京都工芸繊維大学名誉教授。専門分野は日本近代建築史・都市史。

## 経歴
鹿児島市出身。ラ・サール高等学校卒業。1976年京都大学工学部建築学科卒業。1981年同大学院博士課程満期退学、京都大学工学部助手。1987年「近代日本の府県庁舎に関する建築史的研究」で工学博士の学位を取得。1995年滋賀県立大学助教授、2001年 - 2018年京都工芸繊維大学教授、2021年武庫川女子大学教授。2000年に建築史学会賞、2003年に日本建築学会賞を受賞。

## 著書
- 『日本の建築明治大正昭和 7 ブルジョワジーの装飾』増田彰久写真 三省堂 1980
- 『屋根のはなし』鹿島出版会 物語ものの建築史 1990
- 『スレートと金属屋根 近代の屋根変遷史』INAX 1992
- 『都道府県庁舎 その建築史的考察』思文閣出版 1993
- 『関西の近代建築 ウォートルスから村野藤吾まで』中央公論美術出版 1996

### 共編著・監修
- 『近代建築ガイドブック 関西編』沢田清、柴田正己、中川理、福田晴虔、山形政昭共著 鹿島出版会 1984
- 『近代建築史』中川理共編 昭和堂 1998
- 『聞き書き関西の建築 古き良き時代のサムライたち』佐野正一共著 日刊建設工業新聞社 1999
- 『大阪建設業協会100年史』大阪建設業協会総合企画委員会「年史編纂部会」,日刊建設工業新聞社企画・編集 松井保共監修 大阪建設業協会 2009
- 『湖国のモダン建築』吉見靜子、池野保共著 京都新聞社編 京都新聞出版センター 2009
- 『16人の建築家 竹中工務店設計部の源流』歴史調査WG共著 井上書院 2010
- 『村野藤吾のファサードデザイン 図面資料に見るその世界』京都工芸繊維大学美術工芸資料館、村野藤吾の設計研究会編 松隈洋共監修 国書刊行会 2013
- 『関西のモダニズム建築 1920年代～60年代、空間にあらわれた合理・抽象・改革』監修 淡交社 2014
- 『滋賀県庁舎本館 庁舎の佐藤功一×装飾の國枝博』滋賀県監修 池野保共著 サンライズ出版 2014
- 『写真集成近代日本の建築 15-19 竹中工務店建築写真集』監修 ゆまに書房 2015
- 『村野藤吾の住宅デザイン 図面資料に見るその世界』京都工芸繊維大学美術工芸資料館,村野藤吾の設計研究会編 松隈洋共監修 国書刊行会 2015

## 論文
- CiNii>石田潤一郎